# Val Chisone
Het Val Chisone is een Italiaans bergdal in de regio Piëmont (provincie Turijn). Het hoofddal is uitgesleten door de rivier de Chisone die ontspringt op de hellingen van de Monte Barifreddo. 
De vallei is bereikbaar vanuit Turijn (stad)|Turijn via de snelweg A55 naar Pinerolo. Deze plaats ligt aan de opening van het Val Chisone. Vanuit hier gaat de SR23 verder het dal in. De administratieve hoofdplaats van de vallei is Perosa Argentina.  
's Winters is de lokale economie voor een groot deel afhankelijk van de wintersport. In de winter van 2006 speelden de plaatsen Sestriere, Pragelato en Pinerolo een belangrijke rol tijdens de Olympische Winterspelen van Turijn. Gedurende het zomerseizoen wordt de vallei veel door bergwandelaars bezocht die in het ongerepte bergland rondtrekken.
Tot het Val Chisone behoren twee natuurparken: het Parco Regionale del Gran Bosco di Salbertrand en Parco Regionale Orsiera-Bocciavré. De grootste bezienswaardigheid van het dal is het immense Fortezza di Fenestrelle. Dit fort strekt zich over een lengte van 3 kilometer uit over de noordelijke helling van het dal.
De vallei is met het noordelijker gelegen Valle di Susa verbonden door de bergpassen Colle di Sestriere en Colle delle Finestre. Over de bergkam tussen de twee valleien, de Cresta dell'Assietta loopt een berijdbare militaire weg. 

## Belangrijkste plaatsen
- Pinerolo (11.791 inw)
- Perosa Argentina (3532 inw.)
- Fenestrelle (603 inw.)
- Pragelato (542 inw.)

## Hoogste bergtoppen
- Monte Albergian (3043 m)
- Bric Ghinivert (3037 m)
- Monte Orsiera (2878 m)
- Cima Ciantiplagna (2849 m)